# ガブリエーレ・ガランターラ

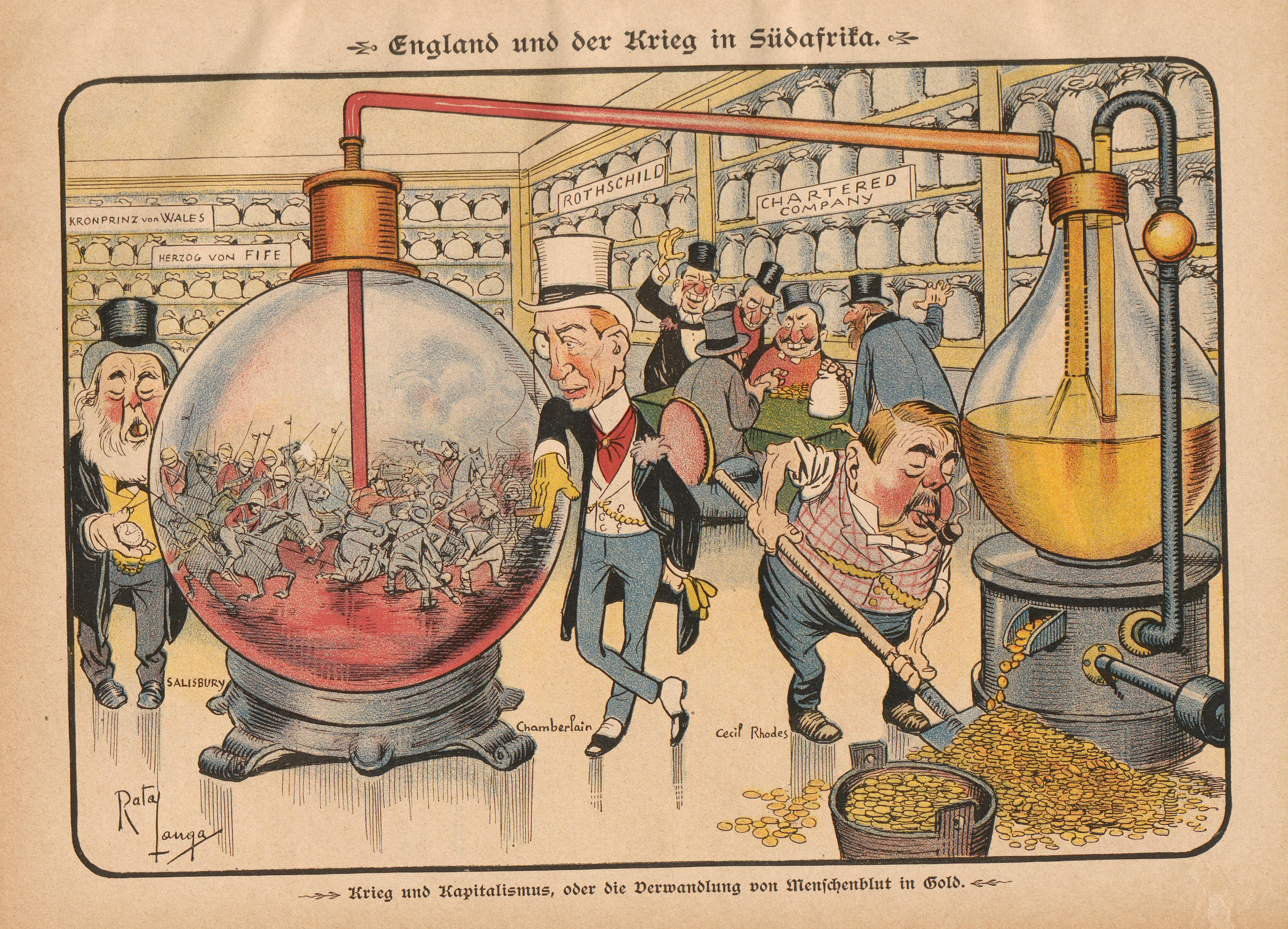
1899年にドイツの雑誌「Der wahre Jacob」にRata Langa名義で発表した風刺画、南アフリカの戦争で利益を得るイギリスを風刺

ガブリエーレ・ガランターラ（Gabriele Galantara、1865年10月18日 - 1937年1月10日）はイタリアの反体制の風刺画家である。

## 略歴
マルケ州のモンテルポーネで生まれた。マチェラータ地方の貴族の家柄であった。父親もアマチュア画家であったが父親が1884年に没した後、ボローニャ大学の理学部に入学した。ボローニャで、知識人サークルに入り、ジャーナリズムや風刺画に情熱を持つようになり、1886年に娯楽週刊誌「Ehi ch’al scusa」に"Blitz"のペンネームで最初の作品を寄稿した。1887年にボローニャ美術院（Académie des beaux-arts de Bologne）のワークショップに参加し、友人のポドレッカ（Guido Podrecca）と、自分たちの風刺画を掲載する定期雑誌「Bononia Ridet」を創刊した。別の雑誌、「La Rana」にも戯画を寄稿した。1891年5月にボローニャで学生のデモをきっかけに、騒擾が起きた後、ガランターラとポドレッカは扇動の疑いで逮捕、起訴され、証拠不十分で釈放されたが、ボローニャ大学を退学させられた。
1892年に2人はローマの新聞「Il Torneo」 の編集長、ヴァサーロ（Luigi Arnaldo Vassallo）に招かれた。11月に、社会主義的、無政府主義、共和主義的な絵入り雑誌「L'Asino」を創刊した。挿絵は様々な偽名でガランターラが描いた。この雑誌は多くの読者を得て、「ロマーナ銀行破綻スキャンダル」（Banca Romana scandal）など、多くの政治家のスキャンダルを糾弾する記事を載せた。
1896年にイタリア社会党が機関紙、「アヴァンティ」（Aventi!）を創刊すると、定期的にガランターラは漫画を寄稿し、1898年に再び当局から起訴されると、国外で活動する道を選び、ドイツではRata Langaの名前で社会主義の新聞「Der Wahrer Jacob」に寄稿し、パリの雑誌「ラシエット・オ・ブール」などに作品を載せた。1909年にはパリの風刺画家たちが主催した、Salon des humoristesやSalon d'Automneに出展した。
1911年にはポドレッカと政治的立場を異なるものになった。ポドレッカは伊土戦争によって植民地主義に共感する立場となった。ガランターラは「民族主義的野蛮主義」（Teutonic barbarism）に反対する立場の芸術家の一人となった。1916年にロンドンで展覧会を開き、パリの雑誌「L'Europe antiprussienne」に寄稿した。
第一次世界大戦後、「L'Asino」は再刊されたが、ファシズムの台頭によって、非難されることになり1926年12月に逮捕され、職業の禁止と5年間の禁固刑の判決を受けたが、その後も「Marc'Aurelio」などの多くの雑誌に偽名で絵を掲載した。
1937年にローマで没した。

## 主な作品

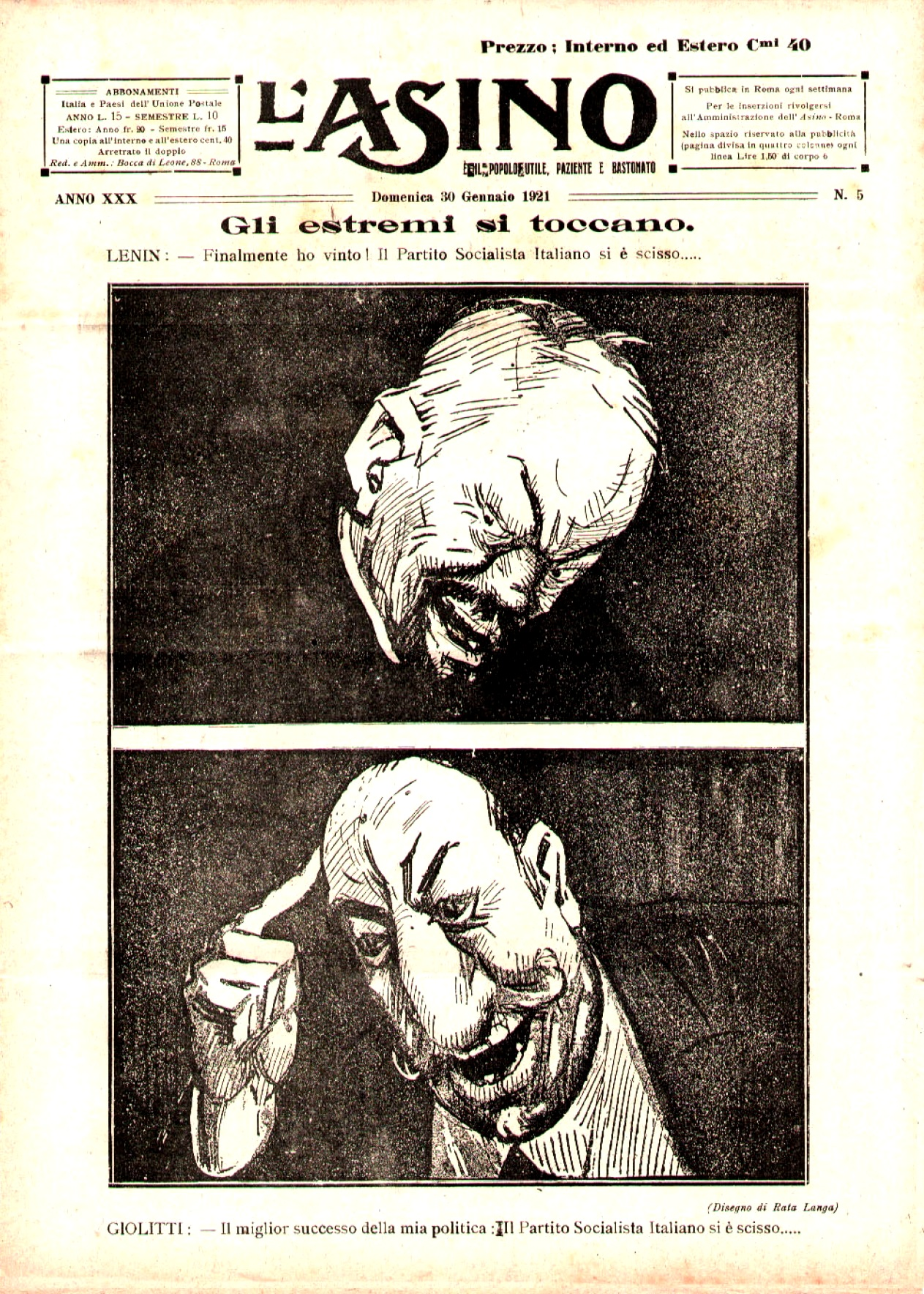
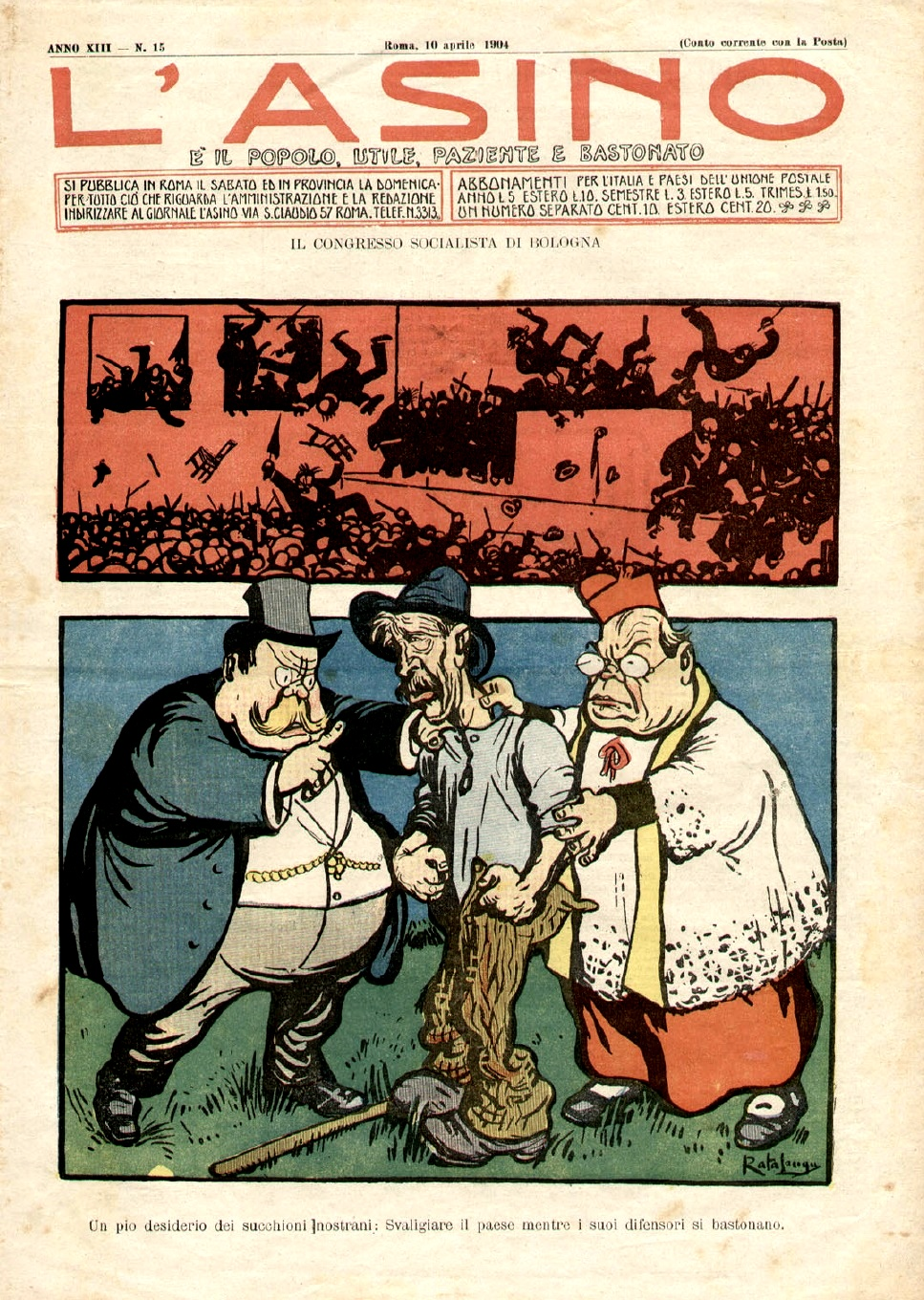
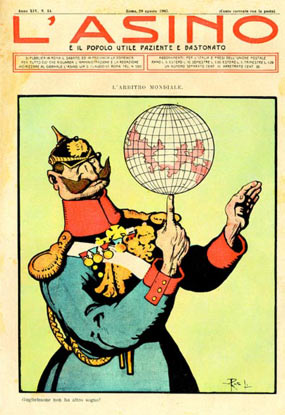
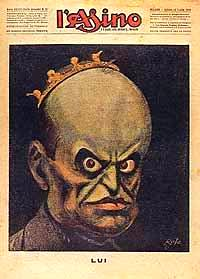
ムッソリーニの戯画(1924)
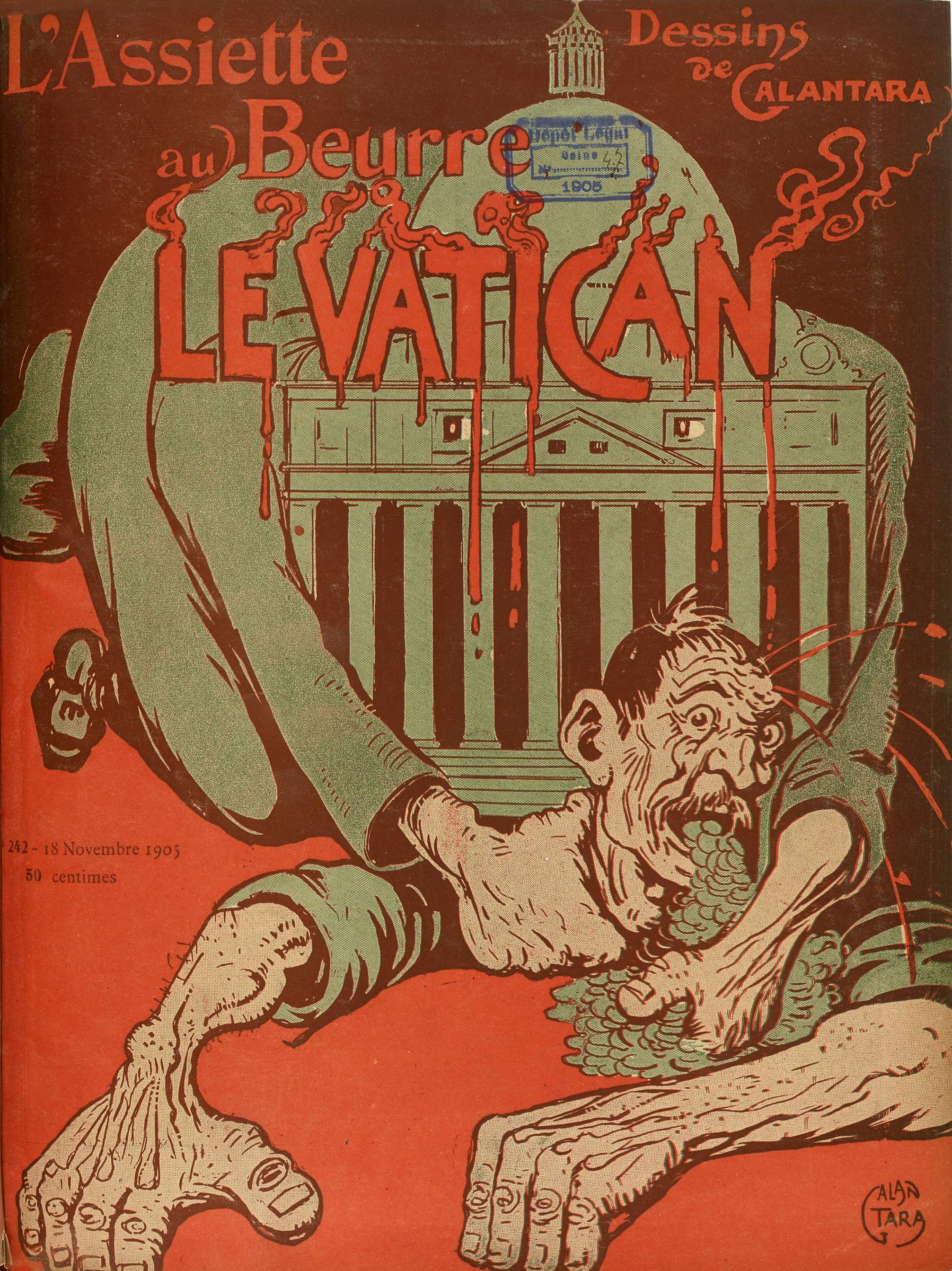
「ラシエット・オ・ブール」表紙